# Juan II de Armagnac

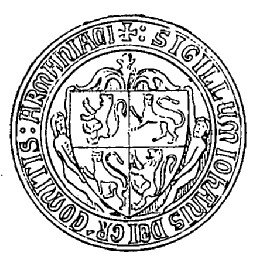
Imagen en la que se aprecia el escudo de armas de Juan II el Jorobado dentro de una circunferencia

Juan II "el Jorobado" (1333-26 de mayo de 1384) fue un noble francés, conde de Armañac, de Fézensac, Rodez (1371-1384), conde de Charolais (1364-1384) y vizconde Lomagne y Auvillars. Era hijo de Juan I, conde Armañac, de Fezensac y Rodez, vizconde de Lomagne y Auvillars, y de Beatriz de Clermont, bisnieta de Luis IX de Francia.
Durante la vida de su padre llevó el título de señor, y posteriormente, conde de Charolais, que recibió de su madre. Fue también gobernador de Languedoc.

## Guerra de los Cien Años
Desde 1351, participó activamente en las batallas de la guerra de los Cien Años, luchó a las órdenes de su padre o de sus señores Felipe III de Borgoña, o Juan I de Berry o del rey de Francia.
Como señor de Charolais no fue obligado, según los términos del Tratado de Brétigny, a pagar un humillante tributo a aquellos contra los que había luchado durante varios años; Eduardo III, rey de Inglaterra, y su hijo, El Príncipe Negro, Príncipe de Gales. Pero fue la primera y única vez en que atendió la llamada de Carlos V contra las acciones del Príncipe de Gales, que finalmente consiguió la liberación de Vizcaya de la ocupación inglesa.

## Paz con De Foix
En 1379 firmó una paz con Gaston III Febo, que consolidó con el matrimonio de su hija Beatrice con el hijo de Gaston. Esto puso fina a la desgraciada contienda que durante 89 años había enfrentado a dos de las familias más poderosas del sur de Francia.

## Juicio
A través de las intrigas del Duque de Berry, contra su hermano, el Duque de Borgoña, Juan fue convocado a juicio para defenderse contra estos cargos:
- Procurar una alianza con Inglaterra;
- Estar en liga con compañías libres;
- Haber intentado, de acuerdo con los condes de Foix, repartirse el Languedoc.

Juan nunca fue juzgado, falleciendo en 1384 Aviñón.

## Matrimonio y descendencia
El 21 de noviembre de 1359 se casó con Jeanne de Périgord, hija de Roger Bernard, Conde de Périgord, y Eleanor de Vendôme. Tuvieron tres hijos:
- Juan III, (1359 a 1391), conde de Armagnac.
- Bernardo VII, (1363 a 1418), conde de Armagnac y Condestable de Francia.[1]
- Beatrix (c. 1365), casada en 1379 con Gaston de Foix († 1381), hijo de Gaston III, Conde de Foix, y el 27 de enero de 1382 con Carlo Visconti, señor de Parma, hijo de Bernabò Visconti y Beatrice Regina della Scala.

Juan también tuvo varios hijos ilegítimos:
- Jean, Bastardo de Armagnac († 8 de octubre de 1409), obispo de Mende y arzobispo de Auch.[2]
- Bertrand, Bastardo de Armagnac († 1403), maestro del Château de Villiers en Armagnac.